# Liste de réserves
 (juillet 2025).
Une liste de réserves est un document rédigé et entretenu durant un projet de construction répertoriant les non-conformités et spécifications du contrat et que le responsable des travaux doit corriger avant le rendu au client. Les réserves peuvent inclure des installations incomplètes ou incorrectes selon les plans approuvés avant construction ou des dommages accidentels aux finitions, aux matériaux et aux structures existants. La liste peut-être établie et suivie par le propriétaire, l'architecte, le concepteur ou une entreprise spécialisée dans la supervision de projet.
En construction civile, des exemples de réserves peuvent être des composants de bâtiment endommagés (réparer une fenêtre cassée, remplacer des panneaux muraux tachés, réparer un pavage fissuré, etc.) ou les problèmes liés à l'installation finale de matériaux ou d'équipements de construction (installer un luminaire, connecter la plomberie du robinet, installer des plinthes, réinstaller un tapis qui pèle, remplacer des bardeaux de toit manquants, raccrocher une porte extérieure mal alignée, tester la chaudière sous pression et au feu, obtenir un permis d'utilisation d'ascenseur, activer le système de sécurité, etc.).
La liste de réserve est un document dynamique, évoluant au jour le jour selon l'avancée des travaux et la découverte potentielle de nouvelles réserve. Cela l'oppose à un document statique tel qu'un plan, par exemple un plan de fabrication d'une cuve ou un plan cadastral, qui une fois validé est figé avant nouvelle révision.

## Structure d'un liste de réserve

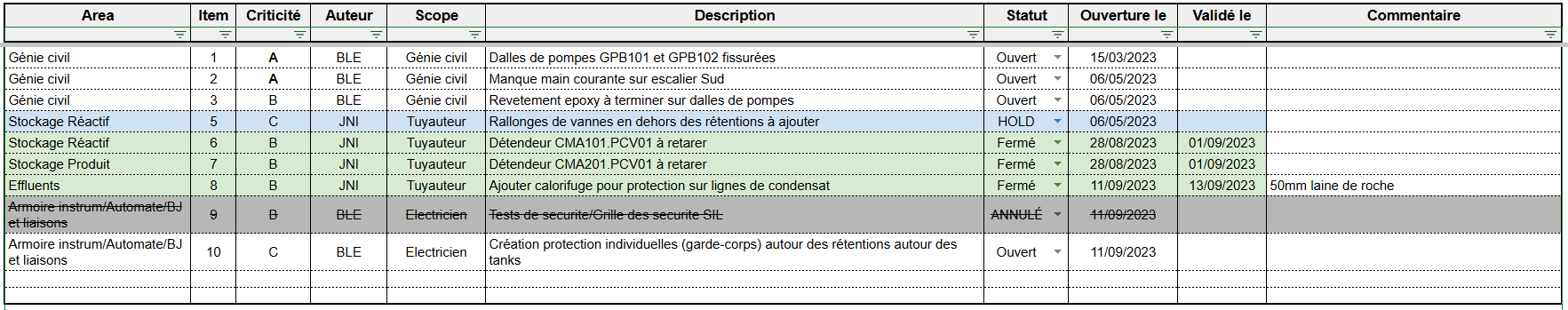
Exemple d'une liste de réserve en construction industrielle

Chaque réserve est généralement associée à plusieurs informations qui permettent de la classifier :
- Zone géographique ou système (par exemple "Alimentation en vapeur" ne se restreint pas à une localisation).
- Un numéro de réserve, généralement itératif.
- Une criticité, dans l'exemple ci-contre :
  - A : À compléter avant le rendu au client.
  - B : À compléter pendant la mise en service.
  - C : À compléter avant le lancement de la production.
- L'auteur de la réserve, ici le trigramme représente un acteur du projet.
- Qui est responsable des travaux pour valider la réserve, souvent apppelé scope ou périmètre d'action.
- Une description des travaux à réaliser.
- Le statut de la réserve :
  - Ouvert signifie que la réserve n'a pas été traitée.
  - Fermée signifie que la réserve a été traitée.
  - Hold signifie que la réserve est en attente et qu'elle ne doit pas être traitée tout de suite.
  - Annulé signifie que la réserve initiale n'a plus de raison d'être même si elle n'a pas été traitée.
- Sa date d'ouverture.
- Sa date de fermeture.

## Logiciel de gestion des réserves pour la construction
À partir de 2013, lorsque les logiciels mobiles sont devenus populaires sur les chantiers de construction, de nombreuses équipes de construction ont commencé à utiliser des logiciels pour gérer leurs listes de réserve. Il existe aujourd’hui une grande variété d’applications de listes de réserves, allant des simples applications mobiles aux plateformes Web et mobiles plus complètes.